# Memphis Pal Moore

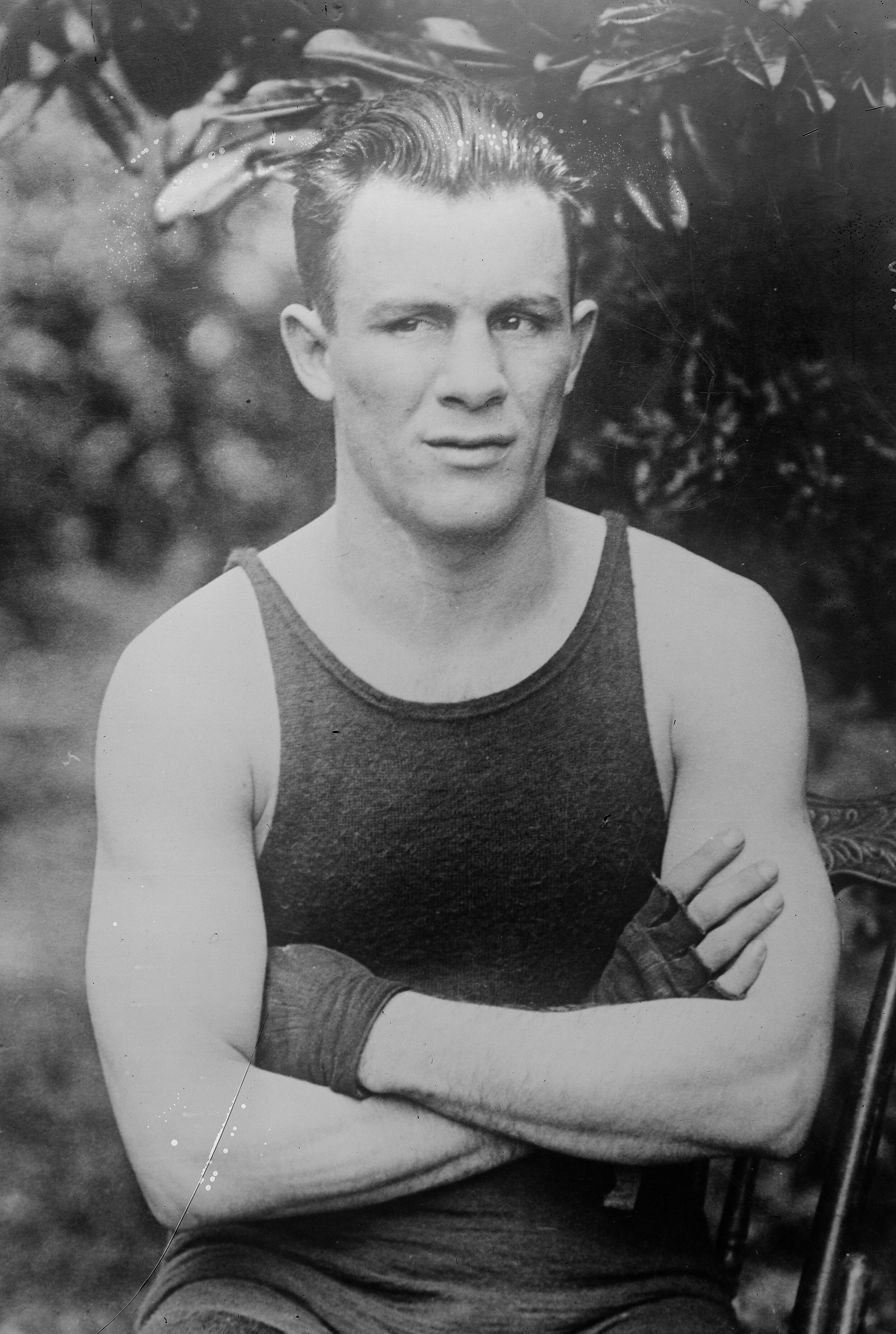
Memphis Pal Moore

Memphis Pal Moore (* 28. Juli 1894 in Kenton, Tennessee, USA, als Thomas Wilson Moore; † 15. März 1953   in Memphis, Tennessee, USA) war ein US-amerikanischer Boxer im Bantamgewicht. Er wurde von Tommy Walsh gemanagt und hatte eine, obwohl er nie einen Weltmeistertitel erkämpfen konnte, sehr erfolgreiche Karriere.
Im Jahre 2010 fand Pal Moore Aufnahme in die International Boxing Hall of Fame.